# Mollęda
Mollęda – polski zespół pop-rockowy, utworzony przez Kubę i Maćka Molędów.

## Historia
W 2005 wydali singel „Do widzenia Julio”.
3 lutego 2007 wzięli udział w koncercie Piosenka dla Europy 2007, krajowej preselekcji do 52. Konkursu Piosenki Eurowizji. Wykonali piosenkę „No Second Chance”. 24 lutego wydali album pt. 2xM, na którym pracowali z muzykami sesyjnimi, takimi jak Wojciech Pilichowski, Wojciech Olszak, Michał Grymuza, Marcin Nowakowski, Michał Dąbrówka, Funky Filon czy Ania Szarmach. 20 listopada reprezentowali Polskę podczas festiwalu w Smoleńsku.

## Skład
- Kuba Molęda – śpiew
- Maciej Molęda – śpiew
- Kamil Barański – instrumenty klawiszowe
- Marcin Kukieła – gitary
- Krzysztof Sandecki – saksofony
- Arkadiusz Suchara – gitara basowa
- Grzegorz Skotnicki – perkusja

## Dyskografia

### Albumy
- 2007 2xM

### Single
- 2005 Do widzenia Julio
- 2007 No Second Chance